# Nader-šah Afšar
Nader-šah Afšar (perz. نادر شاه افشار; Dargaz, studeni 1688. ili 6. kolovoza 1698. – Habušan, 19. lipnja 1747.), šah Irana i osnivač afšaridske dinastije. Jedan je od najvećih iranskih osvajača svih vremena i zbog brojnih pobjeda protiv Afganaca, Osmanlija, Rusa, Mogula, Uzbeka i Arapa u zapadnjačkoj se historiografiji oslovljava i „perzijskim Napoleonom”, „drugim Aleksandrom” i „posljednjim velikim osvajačem Azije”.

## Životopis

### Mladost i rana karijera
Nader-šah Afšar rođen je 1688. godine u horasanskom mjestu Dargaz na sjeveroistoku Irana, u skromnoj obitelji afšaridskog plemena koje je bilo lojalno safavidskim šahovima još od vladavine Ismaila I. (1502. – 1524.). Svoju vojničku karijeru izgradio je služenjem lokalnog plemenskog namjesnika Babe Ali-bega odnosno vladara Tahmaspa II. u borbama protiv Hotakija, pobunjenih paštunskih plemena koji su nakratko kontrolirali veće dijelove zemlje. Oduševljen nizom njegovih vojnih pobjeda, Tahmasp mu je darovao ruku svoje kćeri i proglasio ga namjesnikom istočnog Irana. Početkom 1730-ih godina šah Tahmasp II. na sjeverozapadu zemlje osobno pokreće pohod protiv Osmanlija i Rusa no njegov pohod ne samo da nije rezultirao vraćanjem izgubljenih teritorija već i dodatnim gubitcima, nakon čega ga Nader 1732. godine prisiljava da abdicira u korist svog malodobnog sina Abasa III. Nedugo kasnije Nader pokreće ofenzive na Osmansko i Rusko Carstvo te nizom vojnih pobjeda uspijeva vratiti sve ranije izgubljene teritorije. Zbog neizmjernih vojno-političkih zasluga i rodbinskih veza sa safavidskom dinastijom, Nader je odlukom vrhovnog vijeća 8. ožujka 1736. godine okrunjen kao šah Irana.

### Vladavina
Vladavina Nader-šaha kao i ranija vojnička karijera obilježena je brojnim uspješnim vojnim pohodima i osvajanjima, počevši s ofenzivom na preostale hotakijske pobunjenike na istoku. Godine 1738. uspješno opsjeda njihovu prijestolnicu Kandahar koja biva u potpunosti razrušena, te na njenim temeljima daje podići novi grad imenovan u Naderabad. Zbog tolerantnog odnosa prema sunitima pridobio je simpatije i brojnih Paštunaca (Afganaca) koji su se priključili njegovoj vojsci. 
Osnažen u vojnom i političkom smislu, Nader-šah počinje kovati planove o stvaranju velikog svjetskog carstva ravnom Džingis-kanovom ili Timurovom, a na meti mu se našlo bogato Mogulsko Carstvo na Indijskom potkontinentu. Od mogulskog vladara traži da mu preda afganske pobunjenike koji u Indiji našli utočište, a odbijeni zahtjev koristi kao izgovor za opću invaziju s 90.000 vojnika. Odlučujuća bitka odigrala se kod Karnala (110 km sjeverno od Delhija) 13. veljače 1739. godine gdje mu se suprotstavila dvostruko brojnija mogulska vojska predvođena Muhamed-šahom. Iranci su izvojevali veliku pobjedu, zauzeli prijestolnicu Delhi i zaplijenili golemo bogatstvo koje uključuje brojne dragulje, neke od najvećih dijamanata i tzv. „Paunovo prijestolje”. Na incident u kojem su poraženi mogulski vojnici napali iranske, Nader-šah uzvratio je okrutnom naredbom da se svi pobunjenici pobiju i grad opustoši, što je zarobljenog mogulskog vladara nagnalo da moli za milost. Nader-šah imenovao je Muhamed-šaha svojim vazalom, oženio se jednom od njegovih kćeri, te se vratio u Mašhad s kolosalnim bogatstvom zbog kojeg je oslobodio čitavo carstvo od poreza na pune tri godine. 
Osiguravši Iransku visoravan i Indijski potkontinent, Nader-šah se početkom 1740-ih godina okreće prvo ka Središnjoj Aziji gdje niže pobjede protiv Uzbeka u Buhari i Hivi, a potom u kavkaskoj regiji protiv pobunjenih Dagestanaca. Istovremeno ulazi u nove okršaje protiv Osmanlija koje pobjeđuje kod Erevana (Armenija) i Nadžafa (Irak), a stečenim bogatstvom daje izgraditi i ratnu mornaricu koja mu je poslužila da porazi Arape na istočnoj obali Perzijskog zaljeva te zauzme Bahrein i Oman (uključujući prijestolnicu Muskat).

### Smrt i ostavština
Posljednje godine svog života Nader-šah provodi u smirivanju učestalih pobuna širom zemlje koje su prije svega bile potaknute iznenadnim nametanjem visokih poreza. Osim problema s pukom, nevolje su mu zadavale i brojne nesuglasice unutar obitelji i između vojnih klanova oko raspodjele moći na carskom dvoru. Dramatična situacija kulminirala je sredinom 1747. godine kada je prilikom pohoda protiv kurdskih ustanika u Horasanu grupa urotnika sastavljena od afšaridskih i kadžarskih časnika skovala plan o atentatu. U noći 19. lipnja 1747. godine u vojnom logoru kraj Fatehabada (10-ak km od Habušana u Sjevernom Horasanu) Nader-šah proboden je prilikom spavanja. Prema predaji, neposredno prije smrti teško ozlijeđeni Nader-šah uspio je ubiti dvojicu urotnika. Nakon njegove smrti na carskom dvoru zavladao je kaos, a nasljednikom se ubrzo nametnuo njegov nećak Adel-šah kojem nije uspjelo očuvati sve osvojene teritorije.
Nader-šah ostao je upamćen kao vojni genije, ali i po osebujnom karakteru koje se za zadnjih godina života zbog bolesti opisuje i kao narcistoidno i paranoidno. Vodio je dinamičnu i neuravnoteženu gospodarsku politiku koja je zbog golemog vojnog proračuna državu umalo dovela do gospodarskog sloma, unatoč silnom bogatstvu stečenom u osvajanjima. Zbirka kraljevskih dragulja, velikim dijelom sastavljena od Nader-šahovog indijskog blaga, danas se čuva u iranskoj središnjoj banci u Teheranu i najveća je takve vrste u svijetu. Njegov odnos prema sunitima smatra se tolerantnijim nego u vrijeme safavidske vlasti, no pokušaji ublažavanja šijitsko-sunitskih razlika nisu na koncu urodili plodom pa su se sukobi nastavili nakon njegove smrti. Uz brojne vojne, gospodarske i društvene promjene, jedna od inovacija Nader-šahove vlasti bila je naredba o izradi zemljišnih knjiga poznatih kao Rakabat-e Nāderi. Mašhad, afšaridska prijestolnica, postao je vodećim gospodarskim čvorištem na Puta svile između Indije i Rusije, a u njemu se danas nalazi Nader-šahova grobnica uz pripadajući muzej i spomenik. Razdoblje nakon smrti Nader-šaha u kratkoročnom kontekstu obilježili su unutrašnji dinastijski sukobi, a u dugoročnom kraj ekspanzionizma u vanjskoj politici Irana.

## Galerija
- Sablja Nader-šaha u mašhadskom muzeju
- Nader-šah u borbi protiv indijskih Mogula
- Nader-šah i iranska vojska u 18. stoljeću
- Zemljovid afšaridskog Irana u vrijeme vladavine Nader-šaha

## Poveznice
- Afšaridsko Carstvo
- Iranska vojna povijest

| Prethodnik:                      | Iranski šah (afšaridska dinastija) (8. ožujka 1736. - 19. lipnja 1747.) | Nasljednik: |
| Abas III. (safavidska dinastija) | Iranski šah (afšaridska dinastija) (8. ožujka 1736. - 19. lipnja 1747.) | Adel-šah    |